# Onur Sultan
Onur Sultan (Karadeniz Powership 14, KPS14) — плавуча електростанція, створена на замовлення турецької компанії Karadeniz Energy (входить до складу Karadeniz Holding).

## Характеристики
Судно спорудили у 1999 році як балкер Giuseppe Lembo на румунській верфі Santierul Naval Constanta у Констанці.
В 2012-му власник судна Deiulemar Shipping оголосив про банкрутство, після чого в 2013—2015 роках корабель носив назву Abyo Four. Далі судно потрапило до турецької Karadeniz Holding, яка в кінці 2000-х почала формування першого в світі флоту плавучих електростанцій. Останні мають надавати послуги країнам, що потерпають від енергодефіциту, на період до спорудження останніми постійних генеруючих потужностей. Судно перейменували в Onur Sultan та переобладнали в 2015—2017 роках на стамбульській верфі Sedef Shipyard.
Onur Sultan оснастили 24 генераторними установками на основі двигунів внутрішнього згоряння Wartsila потужністю по 18,8 МВт, які через котли-утилізатори живлять дві парові турбіни потужністю по 15 МВт. Загальна потужність станції складає 481,4 МВт, що робить її найпотужнішою у флоті Karadeniz Holding та найпотужнішою плавучою ТЕС у світі. Як паливо станція може використовувати нафтопродукти та природний газ.

## Служба судна
Першим завданням для Onur Sultan стала робота за п'ятирічним контрактом із індонезійською державною електроенергетичною компанією PT Perusahaan Listrik Negara. У квітні 2017-го судно відпливло зі Стамбулу та невдовзі почало роботу у індонезійському порту Белаван на півночі острова Суматра. Основним паливом при цьому є природний газ, який подають до регіону по трубопроводу Арун – Белаван.